# Droga N307 (Holandia)
Droga prowincjonalna N307 (nid. Provinciale weg 307) – droga prowincjonalna w Holandii. Przebiega przez dwie prowincje: Flevoland i Overijssel, łącząc miasta Lelystad i Kampen.